# Perrierophytum hispidum
Perrierophytum hispidum là một loài thực vật có hoa trong họ Cẩm quỳ. Loài này được (Hochr.) Hochr. mô tả khoa học đầu tiên năm 1925.